# My Brain Hurts
My Brain Hurts è il terzo album della punk band statunitense Screeching Weasel.

## Tracce
1. Making You Cry – 1:35 - (Weasel)
2. Slogans – 1:38 - (Weasel)
3. Guest List – 2:26 - (Weasel/Vapid)
4. Veronica Hates Me – 2:52 - (Weasel)
5. I Can See Clearly – 2:17 - (Johnny Nash)
6. Cindy's on Methadone – 1:27 - (Weasel)
7. The Science of Myth – 2:24 - (Weasel)
8. What We Hate – 2:26 - (Weasel)
9. Teenage Freakshow – 2:33 - (Weasel/Vapid)
10. Kamala's Too Nice – 1:22 - (Weasel/Vapid)
11. Don't Turn Out the Lights – 3:37 - (Weasel)
12. Fathead – 1:24 - (Weasel/Vapid/Jughead)
13. I Wanna Be With You Tonight – 1:52 - (Weasel)
14. My Brain Hurts – 3:09 - (Weasel)

## Formazione
- Ben Weasel - voce, chitarra
- John Jughead - chitarra
- Dan Vapid chitarra, basso
- Dave Naked - basso
- Dan Panic - batteria